# Edgar Heilbronner

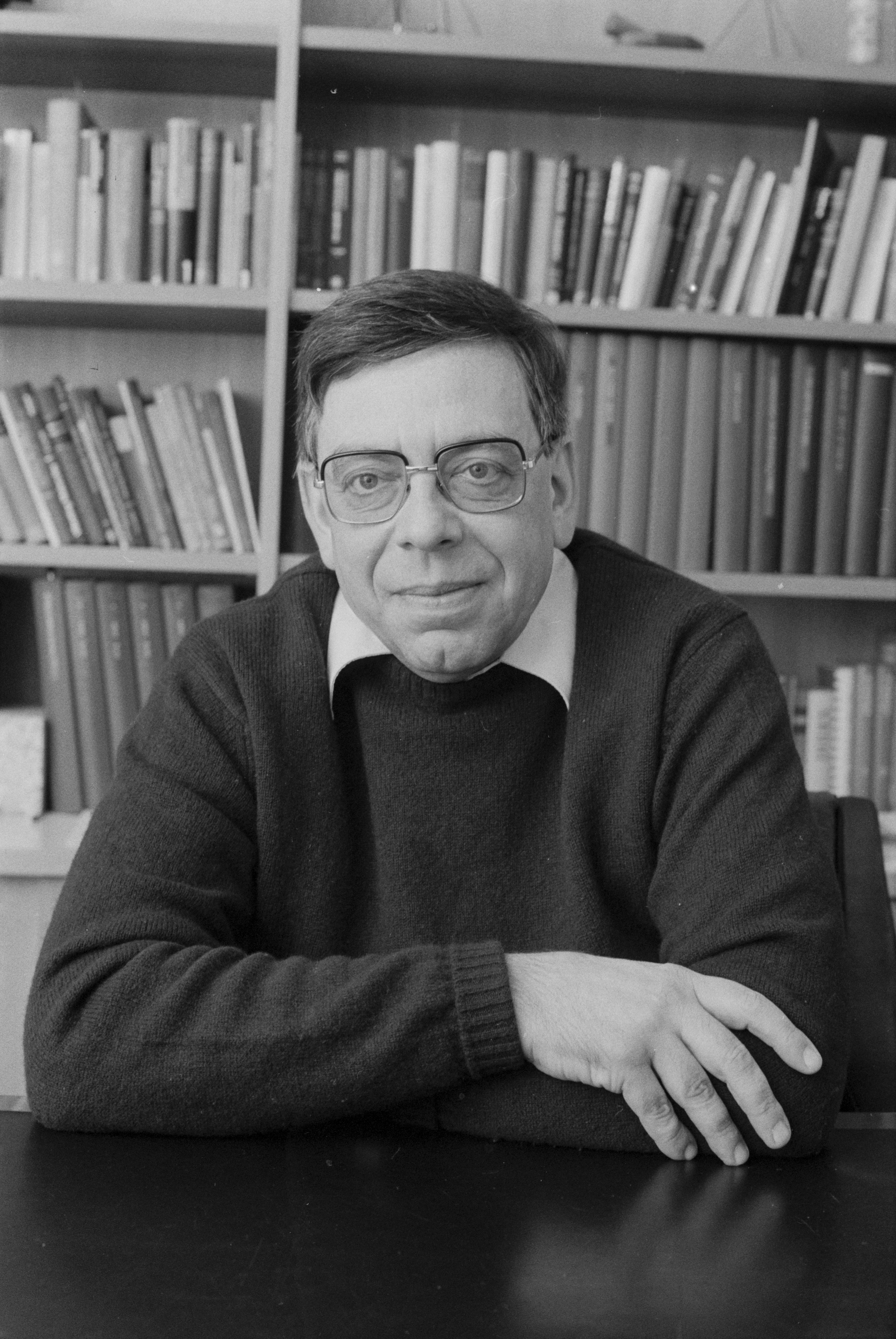
Edgar Heilbronner (1978)

Edgar Heilbronner (* 13. Mai 1921 in München; † 28. August 2006 in Herrliberg) war ein deutsch-schweizerischer Chemiker (Theoretische Chemie).

## Leben und Werk
Der Sohn eines Antiquitätenhändlers besuchte die Schulen zunächst in München, dann von 1935 bis 1940 das Collège de Genève, das er mit der Matura Typus C verließ. Von 1940 bis 1944 studierte er an der ETH Zürich und schloss 1944 bei Hans Eduard Fierz am Institut für Organische Technologie als diplomierter Ingenieur-Chemiker ab. 1949 wurde er bei Placidus A. Plattner (1904–1975) im Labor für Organische Chemie der ETH Zürich mit der Arbeit Spektroskopische Untersuchungen an Azulenen  promoviert. Als Post-Doktorand war er 1950 bis 1952 bei Verner Schomaker und Kenneth Hedberg am Caltech. Ab 1954 war er Privatdozent an der ETH Zürich und ab 1959 außerordentlicher Professor und ab 1964 ordentlicher Professor für Theoretische Organische Chemie. 1968 ging er als ordentlicher Professor für Physikalische Chemie und Vorsteher des Instituts für Physikalische Chemie an die Universität Basel, an der er 1988 emeritierte.
Er befasste sich mit dem Molekülorbital-Verfahren von Erich Hückel (HMO-Theorie), Struktur und Spektren von Aromaten und Photoelektronenspektroskopie. 1964 veröffentlichte er die Idee aromatischer Verbindungen mit Möbiusband-Topologie (Möbius-Aromaten), die aber erst 2003 synthetisiert wurden.
1974 erhielt er die August-Wilhelm-von-Hofmann-Denkmünze, er erhielt den Marcel-Benoist-Preis (1977) und die Heyrovský-Medaille der Tschechoslowakischen Akademie der Wissenschaften. Er war korrespondierendes Mitglied der Göttinger Akademie der Wissenschaften und Ehrendoktor der Universitäten Durham und Freiburg (Schweiz). Er war Mitglied der International Academy of Quantum Molecular Science und, seit 1977, der American Academy of Arts and Sciences.
Die Heilbronner-Hückel-Vorlesung der Gesellschaft Deutscher Chemiker und der Schweizer Chemischen Gesellschaft ist nach ihm und Hückel benannt.
Heilbronner wurde 1956 in Zürich eingebürgert.

## Schriften
- mit Hans Bock: Das HMO-Modell und seine Anwendung. 3 Bände. Verlag Chemie, Weinheim 1968–1970; 2. Auflage 1978.